# Wojewoda (tytuł)
Wojewoda – tytuł arystokratyczny odnoszący do jurysdykcji ziemskiej, występujący w państwach Europy wschodniej, będący faktycznie dawną, słowiańską/wołoską formą księcia (rzadziej spotykane tłumaczenie to diuk).

## Wojewoda, a łacińskidux
Tytuł wojewody od początków państwowości słowiańskich był odpowiednikiem zachodnioeuropejskiego księcia ziemskiego (odpowiedniki w niesłowiańskich językach to: łac. - dux, ang. duke, fr. duc, wł. duca). Tytuł wojewody posiadał jednak znaczące różnice w zakresie praw i obowiązków od swojego zachodniego odpowiednika. Wynikało to z indywidualnych cech systemu feudalnego w danych państwach. W Polsce tytuł wojewody wykształcił się jako tytuł wysokiego urzędnika, zwierzchnika administracji województwa, o ograniczanych z czasem funkcjach wojskowych. 
W Czechach i na Węgrzech tytuł ten pozostał odpowiednikiem zachodnioeuropejskich tytułów księcia. 

## Etymologia
Etymologia tytuł książęcego wśród Słowian jest jednak podobna do etymologii łacińskiej. Tytuł dux przysługiwał dowódcy w czasach imperium rzymskiego. Duce, ducere tłumaczone jest jako przewodzić. Wśród Słowian np. w języku czeskim tytuł księcia ziemskiego tłumaczy się jako wojewoda.  Wyraz pochodzi od słów wój oraz wodzić (prowadzić), a więc całość oznacza tego, który przewodzi wojskiem. Podobnie diuk w języku niemieckim to Herzog – od Herren zogen – prowadzic (ciągnąć) za sobą wojów, panów. 
Tytuł wojewody był używany np. przez namiestników Siedmiogrodu (przed XV wiekiem.), czy też władców Mołdawii i Wołoszczyzny. W jęz. polskim przyjęło się jednak określenie hospodar jako alternatywa wobec tytułów władców tych państw. W innych językach najczęściej upraszcza się kwestię tytułów powyższych państw, określając  ich mianem książąt.